# Браво, Осмар
Осмар Браво Амадор (исп. Osmar Bravo Amador; род. 1 ноября 1984, Нуэва-Гвинея, Никарагуа) — боксёр-любитель из Никарагуа, выступающий в весовой категории до 81 кг, участник Олимпийских игр 2012 года.

## Биография
Осмар Браво родился 1 ноября 1984 года в городе Нуэва Гвинея, Никарагуа.
На проходившем в Гватемале Чемпионате Центральной Америки по боксу занял третье место.
Также Браво участвовал в 2010 году в Центральноамериканских играх в Панаме, где он занял третье место.
В том же году на Чемпионате Центральной Америки по боксу в Сан-Хосе он завоевал серебряную медаль.
Получив лицензию на участие в Олимпиаде 2012 года в Лондоне, он стал вторым боксёром из Никарагуа, выступавшим на Олимпиаде, после Марио Ромеро. Также он стал знаменосцем сборной Никарагуа. На играх в весовой категории до 81 кг в первом круге победил черногорца Бошко Драшковича, но уже в следующем круге проиграл бой украинцу Александру Гвоздику.